# 拉斯洛·舒拉尼
拉斯洛·舒拉尼（1978年11月6日—），塞尔维亚男子射击运动员。他曾代表塞尔维亚参加2012年、2016年和2020年夏季残疾人奥林匹克运动会射击比赛，获得一枚金牌、一枚银牌和一枚铜牌。